# Европско првенство у хокеју на трави за жене
Европска првенства у хокеју на трави за жене, зову се још Куп европских нација. Одржавају се као и првенства за мушкарце, у организацији Европске хокејашке федерације (ЕХФ) енгл. European Hockey Federation од 1984. године. Одржавала су се у неправилним временским размацима, да би се од 2003. усталила на периоду од две године.

## Резултати
| 1984 | Лил, Француска         | Холандија | 2-0              | СССР      | Западна Немачка | 1-0 | Енглеска        |
| 1987 | Лондон Енглеска        | Холандија | 2-2 (3-1) пенали | Енглеска  | СССР            | 2-1 | Западна Немачка |
| 1991 | Брисел Белгија         | Енглеска  | 2-1              | Немачка   | СССР            | 3-2 | Холандија       |
| 1995 | Амстердам Холандија    | Холандија | 2-2 (4-1) пенали | Шпанија   | Немачка         | 1-0 | Енглеска        |
| 1999 | Келн Немачка           | Холандија | 2-1              | Немачка   | Енглеска        | 5-0 | Русија          |
| 2003 | Барселона Шпанија      | Холандија | 5-0              | Шпанија   | Немачка         | 3-1 | Енглеска        |
| 2005 | Даблин Ирска           | Холандија | 2-1              | Немачка   | Енглеска        | 4-0 | Шпанија         |
| 2007 | Манчестер Енглеска     | Немачка   | 2-0              | Холандија | Енглеска        | 3-2 | Шпанија         |
| 2009 | Амстелвен, Холандија   | Холандија | 3-2              | Немачка   | Енглеска        | 2-1 | Шпанија         |
| 2011 | Менхенгладбах, Немачка | Холандија | 3-0              | Немачка   | Енглеска        | 2-1 | Шпанија         |
| 2013 | Бом, Белгија           | Немачка   | 4-4 (2-0) пенали | Енглеска  | Холандија       | 3-1 | Белгија         |
| 2015 | Лондон, Енглеска       | Енглеска  | 2-2 (3-1) пенали | Холандија | Немачка         | 5-1 | Шпанија         |
| 2017 | Амстелвен, Холандија   | Холандија | 3-0              | Белгија   | Енглеска        | 2-0 | Немачка         |

### Биланс медаља
|    | Екипа           | Злато | Сребро | Бронза | Укупно |
| -- | --------------- | ----- | ------ | ------ | ------ |
| 1. | Холандија       | 9     | 2      | 1      | 12     |
| 2. | Немачка         | 2     | 5      | 3      | 10     |
| 3. | Енглеска        | 2     | 2      | 6      | 19     |
| 4. | Шпанија         | 0     | 2      | 0      | 2      |
| 5. | Совјетски Савез | 0     | 1      | 2      | 3      |
| 6. | Белгија         | 0     | 1      | 0      | 1      |
| 7. | Западна Немачка | 0     | 0      | 1      | 1      |
|    | Укупно (7)      | 13    | 13     | 13     | 39     |